# Sierra de Vilgo
Sierra de Vilgo är en bergskedja i Argentina.   Den ligger i provinsen La Rioja, i den nordvästra delen av landet, 1 000 km nordväst om huvudstaden Buenos Aires.
Omgivningarna runt Sierra de Vilgo är i huvudsak ett öppet busklandskap. Trakten runt Sierra de Vilgo är nära nog obefolkad, med mindre än två invånare per kvadratkilometer.